# Europese kampioenschappen veldrijden 2019 - Mannen beloften
Het Europees kampioenschap veldrijden 2019 voor mannen beloften werd gehouden op zondag 10 november in het Italiaanse Silvelle di Trebaseleghe. De Franmans Mickaël Crispin won zijn eerste titel bij de beloften.

## Uitslag
| Pos.          | Renner                    | Land                | Tijd       |
| ------------- | ------------------------- | ------------------- | ---------- |
| Europese trui | Mickaël Crispin           | Frankrijk           | 46'47"     |
| Zilver        | Timo Kielich              | België              | + 8"       |
| Brons         | Antoine Benoist           | Frankrijk           | + 9"       |
| 4             | Toon Vandebosch           | België              | + 26"      |
| 5             | Tim van Dijke             | Nederland           | + 42"      |
| 6             | Andreas Goeman            | België              | + 48"      |
| 7             | Kevin Kuhn                | Zwitserland         | + 51"      |
| 8             | Ryan Kamp                 | Nederland           | + 53"      |
| 9             | Thomas Mein               | Verenigd Koninkrijk | + 59"      |
| 10            | Jarno Bellens             | België              | + 1'03"    |
| 11            | Loris Rouiller            | Zwitserland         | + 1'04"    |
| 12            | Ben Turner                | Verenigd Koninkrijk | + 1'04"    |
| 13            | Cameron Mason             | Verenigd Koninkrijk | + 1'09"    |
| 14            | Kyle Agterberg            | Nederland           | + 1'29"    |
| 15            | Niels Vandeputte          | België              | + 1'48"    |
| 16            | Yentl Bekaert             | België              | + 2'11"    |
| 17            | Théo Thomas               | Frankrijk           | + 2'29"    |
| 18            | Josef Jelínek             | Tsjechië            | + 2'38"    |
| 19            | Tomás Kopecký             | Tsjechië            | + 2'47"    |
| 20            | Pim Ronhaar               | Nederland           | + 2'57"    |
| 21            | Federico Ceolin           | Italië              | + 3'09"    |
| 22            | Filippo Fontana           | Italië              | + 3'28"    |
| 23            | Luke Verburg              | Nederland           | + 3'35"    |
| 24            | Gerben Kuypers            | België              | + 3'41"    |
| 25            | Antonio Folcarelli        | Italië              | + 3'47"    |
| 26            | Luca Schätti              | Zwitserland         | + 3'51"    |
| 27            | Jan Sommer                | Zwitserland         | + 4'03"    |
| 28            | Jakub Ríman               | Tsjechië            | + 4'26"    |
| 29            | Luca Cibrario             | Italië              | + 5'00"    |
| 30            | Valentin Remondet         | Frankrijk           | + 5'30"    |
| 31            | Davide Toneatti           | Italië              | + 5'43"    |
| 32            | Felix Stehli              | Zwitserland         | + 6'07"    |
| 33            | Simon Bak                 | Denemarken          | + 6'15"    |
| 34            | Maximilian Möbis          | Duitsland           | + 6'21"    |
| 35            | Luca Pescarmona           | Italië              | + 6'33"    |
| 36            | Emanuele Huez             | Italië              | + 7'15"    |
| 37            | Ben Tulett                | Verenigd Koninkrijk | + 7'20"    |
| 38            | Mads Høiberg Klinke       | Denemarken          | + 7'57"    |
| 39            | Jakub Jencus              | Slowakije           | + 8'16"    |
| 40            | Tommaso Bergagna          | Italië              | + 8'24"    |
| 41            | Simon Vanícek             | Tsjechië            | + 9'24"    |
| 42            | Alfred Thoft Christiansen | Denemarken          | + 9'31"    |
| 43            | Wojciech Ceniuch          | Polen               | + 10'29"   |
| 44            | Mihael Stajnar            | Slovenië            | - 2 rondes |
| 45            | Egor Sapegin              | Rusland             | - 2 rondes |
| 46            | Blaž Avbelj               | Slovenië            | - 3 rondes |
|               | Matteo Oberteicher        | Duitsland           | DNF        |

| Pos. | Punten | Prijzengeld |
| ---- | ------ | ----------- |
| 1    | 60     | € 700       |
| 2    | 40     | € 400       |
| 3    | 30     | € 300       |
| 4    | 25     | -           |
| 5    | 20     | -           |
| 6    | 17     | -           |
| 7    | 15     | -           |
| 8    | 12     | -           |
| 9    | 10     | -           |
| 10   | 8      | -           |
| 11   | 6      | -           |
| 12   | 4      | -           |
| 13   | 2      | -           |
| 14   | 1      | -           |

## Reglementen

### Landenquota
Nationale federaties mochten het volgende aantal deelnemers inschrijven:
- 8 rijders + 4 reserve rijders

### Startvolgorde
De startvolgorde per categorie was als volgt:
1. Meest recente UCI ranking veldrijden
2. Niet gerangschikte renners: per land in rotatie (o.b.v. het landenklassement van het laatste WK). De startvolgorde van niet gerangschikte renners binnen een team werd bepaald door de nationale federatie.

## Selectiecriteria

### België
Om in aanmerking te komen voor een selectie voor het EK was de Sporttechnische Commissie (STC) van de KBWB (Belgian Cycling) gekomen tot volgende selectiecriteria:
- Top 16 WB wedstrijd Bern

Opmerkingen:

a. Belgian Cycling behield zich het recht voor om in functie van de omstandigheden af te wijken van de selectiecriteria, mits gemotiveerde beslissing.

b. Naast de criteria zou er nog rekening gehouden worden met volgende factoren die doorslaggevend konden zijn voor de definitieve selectie:

00 • de fysieke, conditionele en medische toestand van de atleet

00 • de morele kwaliteiten en de fair-play van de atleet

c. Indien er meer atleten selecteerbaar waren dan het door de UEC toegekende quotum zou de selectie bepaald worden op basis van de behaalde resultaten in andere internationale competities in 2019.

e. De verantwoordelijke bondscoach maakte volledig onafhankelijk en in eer en geweten zijn selectie. Hij kon hierbij geen rekening houden met de vleugel waar hij op de loonlijst stond of het eventuele statuut van de ene of andere kandidaat.

f. De selectie werd ter goedkeuring voorgelegd aan de vergadering van de STC. In geval van betwisting was alleen het dagelijks bestuur van Belgian Cycling bevoegd. De selectie moest eveneens goedgekeurd worden door het dagelijks bestuur van Belgian Cycling.
| Selectienorm       | # | Renner           | Top 16 WB Bern |
| ------------------ | - | ---------------- | -------------- |
| Top 16 WB Bern     | 1 | Gerben Kuypers   | 6e plaats      |
| Top 16 WB Bern     | 2 | Timo Kielich     | 7e plaats      |
| Top 16 WB Bern     | 3 | Toon Vandebosch  | 8e plaats      |
| Top 16 WB Bern     | 4 | Niels Vandeputte | 10e plaats     |
| Top 16 WB Bern     | 5 | Andreas Goeman   | 12e plaats     |
| Aanwijsplaats KBWB | 6 | Jarno Bellens    | -              |
| Aanwijsplaats KBWB | 7 | Yentl Bekaert    | -              |

2003 · 
2004 · 
2005 · 
2006 · 
2007 · 
2008 · 
2009 · 
2010 · 
2011 · 
2012 · 
2013 · 
2014 · 
2015 · 
2016 · 
2017 · 
2018 · 
2019 ·
2020 ·
2021 ·
2022